# Lapocka
| \|                                             |
| Első kép : Bal lapocka. Costalis felszín.      |
| \|                                             |
| Második kép : Bal lapocka. Dorsalis felszín.   |
| \|                                             |
| Harmadik kép : Bal lapocka. Lateralis felszín. |

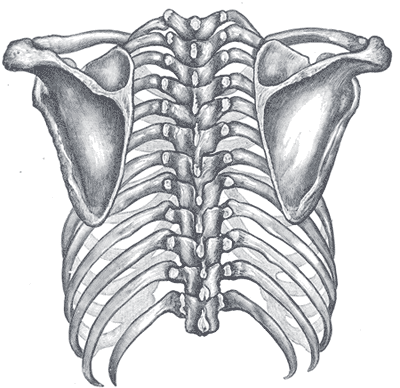
A lapockák elhelyezkedése

A felső végtag csontjai és részei

A vállízület

A vállízület hátulról

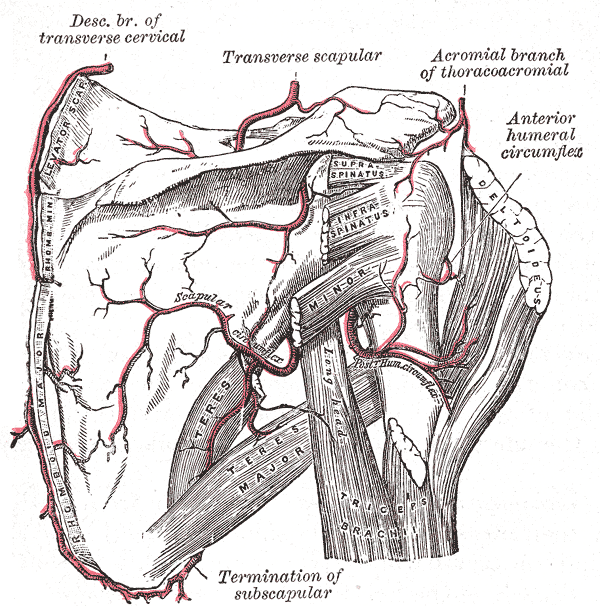
A lapocka érhálózata

A lapocka (latinul scapula) a hát része, általában a gerinc 8. és 14. csigolyája között található.

## Szerkezete
Lapos csont. A vér képzésében fontos szerepe van, mivel jelentős mennyiségű vörös csontvelőt tartalmaz.

## Jellemzői
Két felszíne, három széle, három szöglete és három kiemelkedése van. Az elülső részén található a fossa subscapularis ahonnan a lapocka alatti izom ered. Hátulsó felszíne meg van osztva két csontos kiemelkedés miatt. Ez a spina scapulae. Egy másik kiemelkedés is van az angulus lateralis scapulae-nál, ez pedig a processus coracoideus, melyen sok izom tapad. Ehhez közel található a cavitas glenoidalis. Ebbe illeszekdik a felkarcsont (humerus). A lapocka szintén ízesül a kulcscsonttal (clavicula) (articulatio acromioclavicularis)

## Részei
- acromion
- angulus inferior scapulae
- angulus lateralis scapulae
- angulus superior scapulae
- cavitas glenoidalis
- fossa infraspinata
- fossa subscapularis
- fossa supraspinata
- incisura scapulae
- labrum glenoidale
- margo lateralis scapulae
- margo medialis scapulae
- margo superior scapulae
- processus coracoideus
- spina scapulae
- tuberculum infraglenoidale
- tuberculum supraglenoidale

## Izmai
Az alábbi izmok tapadnak a lapockán.
| Izom                            | Ered vagy tapad | Régió                      |
| Kis mellizom                    | tapad           | processus coracoideus      |
| musculus coracobrachialis       | ered            | processus coracoideus      |
| elülső fűrészizom               | tapad           | margo medialis scapulae    |
| háromfejű karizom (hosszú fej)  | ered            | tuberculum infraglenoidale |
| kétfejű karizom (rövid fej)     | ered            | processus coracoideus      |
| lapocka alatti izom             | ered            | fossa subscapularis        |
| nagy rombuszizom                | tapad           | margo medialis scapulae    |
| kis rombuszizom                 | tapad           | margo medialis scapulae    |
| lapockaemelő izom               | tapad           | margo medialis scapulae    |
| trapézizom                      | tapad           | spina scapulae             |
| deltaizom                       | ered            | spina scapulae             |
| tövis feletti izom              | ered            | fossa supraspinata         |
| tövis alatti izom               | ered            | fossa infraspinata         |
| kis görgetegizom                | ered            | margo lateralis scapulae   |
| nagy görgetegizom               | ered            | margo lateralis scapulae   |
| széles hátizom (néhány rosttal) | ered            | angulus inferior scapulae  |
| lapocka-nyelvcsonti izom        | ered            | margo superior scapulae    |

## Felszínei
A costalis felszínen található egy durva mélyedés a fossa subscapularis. A medialis 2/3 része ennek a fossának kiemelkedésekkel van tarkítva. Ezeken tapadnak meg az izmok inai. A lapocka alatti izom tapad itt. A maradék 1/3 rész sima és szintén ez az izom borítja. A fossa subscapularis elkülönül a margo medialis scapulae-tól egy sima háromszögletű területtel a angulus inferior scapulae-nál és a angulus superior scapulae-nál. Ezen területen található egy kiemelkedés ami gyakran hiányzik. Itt tapad az elülső fűrészizom. A fossa felső része egy mélyedés.
A dorsalis felszín fentről lefelé hajlik és két rész alakul ki belőle: a fossa supraspinata és a fossa infraspinata.

## Külső hivatkozások
- Kép és adatok Archiválva 2008. október 6-i dátummal a Wayback Machine-ben